# حلقه (رمان سوزوکی)
حلقه (به ژاپنی: リング Ringu) رمانی ژاپنی در سبک وحشت و رمزگونه که توسط نویسنده ژاپنی کوجی سوزوکی نوشته شده‌است و برای اولین بار در سال ۱۹۹۱ عرضه شد. حلقه اولین کتاب در سری رمان‌های حلقه به‌شمار می‌رود. از روی این رمان دو مجموعه تلویزیونی، یک سری مانگا، یک فیلم سینمایی به همین نام در سال ۱۹۹۸، دو نسخه فیلم بازخلق‌شده از روی فیلم ۱۹۹۸، نسخهٔ کره‌ای، با عنوان ویروس حلقه و نسخه آمریکایی حلقه نیز دستمایه اقتباس سینمایی قرار گرفت.

## داستان
هنگامی که چهار نوجوان تندرست در توکیو به‌طور مرموزی و همزمان بر اثر ایست قلبی جان خود را از دست می‌دهند، کازویوکی آساکاوا، روزنامه‌نگاری که از قضا عموی یکی از مرحومان نیز به‌شمار می‌رفت، تصمیم گرفت خود بشخصه این مسئله را بررسی کند. تحقیقات او در نهایت به نوار ویدئویی ختم شد که این چهار نوجوان دقیقاً یک هفته قبل از مرگشان آن را تماشا کرده بودند. آساکاوا با دیدن فیلم که محتوای آن یک سری تصاویر عجیب و مبهم و تکه فیلم‌های آزاردهنده‌ای بود و پایانی که به بیننده هشدار می‌داد یک هفته بیشتر زنده نخواهد ماند، مگر اینکه عمل خاصی صورت پذیرد. این نوار ویدئویی اثر روحی و روانی ناگواری بر آساکاوا وارد نمود و او هیج شکی نداشت که این هشدار یک شوخی نیست و حقیقت دارد.